# Wilhelmine von und zu Westerholt-Gysenberg

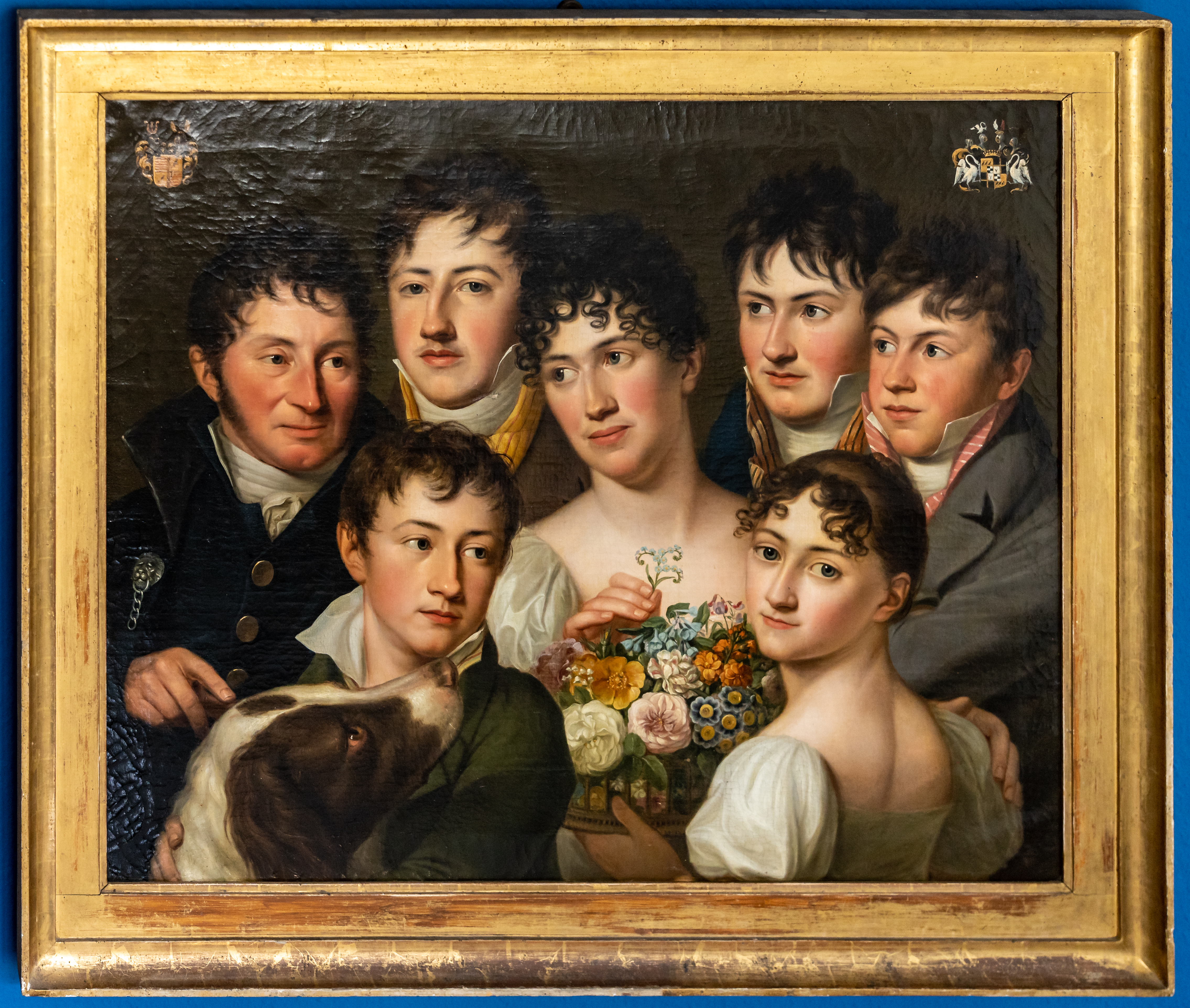
Maria Anna Wilhelmine von Beverförde-Werries im Kreis ihrer Familie, Maler Johann Christoph Rincklake, 1811

Gräfin Anna Maria Wilhelmine von und zu Westerholt-Gysenberg (Wilhelmine war der Rufname) (* 24. Juli 1773 bzw. 1774 bzw. 1775 auf Schloss Berge; † 3. November 1852 in Münster) war eine Jugendliebe von Beethoven und die spätere Freiin Wilhelmine von Beverförde-Werries und gilt daher mit ihrem Mann Friedrich Clemens von Elverfeldt zu Dahlhausen und Steinhausen als Begründerin des Hauses von Elverfeld genannt von Beverförde zu Werries.

## Familie
Maria Anna Wilhelmine von Westerholt-Gysenberg war die Tochter von Wilhelmine Friderike Franziska Anna Freiin von und zu Westerholt und Gysenberg (1757–1820) und ihrem Gatten Ludolf Friedrich Adolf von Boenen zu Berge (* 1747 in Buer; † 1828 in Münster). Diese wurde 1790 durch den Kurfürsten Karl-Theodor von Pfalz-Bayern in den Grafenstand erhoben unter der Bedingung, dass er durch die Verheiratung mit Franziska Wilhelmina Freifrau zu Westerholt den Namen Westerholt trägt. Die zum Erhalt der Familie Westerholt und Gysenberg gestiftete Ehe wurde 1769 geschlossen. Aus der Ehe gingen vier Kinder hervor. Der Sohn Friedrich Otto war später Fideikommissar auf Westerholt. Wilhelms älterer Bruder Maximilian Friedrich (Erbfolger) war von 1806 bis 1808 als Oberstallmeister in Diensten von Joachim Murat, Napoleons Schwager und dessen Statthalter im Großherzogtum Berg. Wilhelm Ludwig war Landrat des Kreises Recklinghausen von 1816 bis 1829 und Maria Anna Wilhelmine.

## Beziehung zu Beethoven

### Der Musikunterricht
Im Sommer 1790 begleitete Beethoven die Familie von Westerholt nach Westfalen. Im Schloss Westerholt und dem Stadtschloss der Familie dem sogenannten Westerholtschen Hof in Münster gab er Anna Unterricht am Klavier. Im Winter 1790/91 weilte die Familie für einige Zeit in Bonn. Besonders Maria Anna Wilhelmine, zu diesem Zeitpunkt 16 Jahre alt, fand Gefallen an dem zwanzigjährigen Musiker. Die Familie war sehr musikliebend: der Graf spielte Fagott, sein Sohn Flöte und seine Tochter Maria Anna Wilhelmine Klavier. Für die drei komponierte Ludwig van Beethoven eigens Kammermusik wie etwa das Trio für Klavier, Flöte und Fagott in G-Dur Werk ohne Opuszahl 37. Anna führte mit Beethovens Hilfe viele Benefizkonzerte in Bonn und Münster durch und machte sich damit einen gewissen Namen. Christian Gottlob Neefe hörte in Münster, wie sie eine schwere Sonate von Giuseppe Sardi (Neefe warnt ausdrücklich vor einer Verwechselung mit Giuseppe Sarti) mit einer bewundernswerten Geschwindigkeit und einer mühelosen Leichtigkeit spielte.

„Daß Beethovens Talent in dieser musikalischen Familie erkannt und geschätzt wurde, kann uns nicht wundernehmen. Er wurde Lehrer der jungen Dame; und da der Oberstallmeister Graf Westerholt den Kurfürsten bei seinen Reisen nach Münster zu begleiten hatte, wo er auch ein Haus besaß, so ist auch, einer Tradition der Familie zufolge, der junge Beethoven einmal bei der Familie in Münster gewesen, und zwar vor der Verheiratung der jungen Dame, also um das Jahr 1790. Sie und keine andere war es, für welche Beethoven damals erglüht war. Diesmal war seine Leidenschaft heftig; auch verheimlichte er sie nicht;“

### Die unveröffentlichte verschollene Sonate
Beim Unterricht und dem gemeinsamen Musizieren sollen sich die beiden näher gekommen sein, als es die Standesetikette erlaubte. Doch die geborene Gräfin habe den nicht standesgemäßen unbekannten Musiker mit den Worten „Ich bin nun einmal die Tochter meiner Eltern“ abgewiesen. Beethoven soll ihr eine Klaviersonate als Zeichen seiner Zuneigung gewidmet haben. Für die Vermutung, dass der junge Beethoven diesen am selben Tag noch zerriss, gibt es keinen Beleg, obgleich die Sonate nie aufgefunden worden ist. Nach Zeugenaussagen befand sich die noch unveröffentlichte Komposition in Ostbevern auf Schloss Loburg und soll beim Schlossbrand am 22. Juli 1899, obwohl sie in einem Tresor lagerte, verloren gegangen sein. In Beethovens hinterlassenen Schriften fand man den Entwurf eines Schreibens an einen unbekannten Adressaten.

„ich <schicke> habe die Ehre ihnen hier das qintett, und sie werden mich sehr verbinden, wenn sie es als ein unbedeutendes Geschenk Von mir betrachten, die Einzige Bedingung, die ich ihnen machen muß, ist, es ja niemanden sonst zu geben. sie werden doch nicht unwillig, wenn ich mehrmal danke, recht sehr empfele […]“

Gustav Nottebohm vermutet Graf Anton Georg Apponyi als Adressaten und meint es sei das Klavierquintett op. 16, was dieser wohl 1796 in Berlin entworfen habe, weil sich der Text auf einem Notenpapier befindet, welches Beethoven im Mai oder Juni 1796 in Berlin erworben hat. Dieser Briefentwurf jedenfalls, bei dem auch das genaue Datum unbekannt bleiben – es kann allerdings nicht vor 1796 abgefasst worden sein – zeigt jedoch, dass Beethoven durchaus kleine Kompositionen als eine intimes Geschenk verehrten Personen zukommen ließ.

### Schwärmerische Romanze oder tragische Liebe?
Bis heute wird über die angebliche Liebe zwischen Beethoven und Anna von Westerholt spekuliert, dennoch gehört sie nicht zu den Kandidatinnen für seine Unsterbliche Geliebte. Da kaum schriftliche Quellen erhalten geblieben sind, wird die Frage, ob es sich um echte Liebe oder lediglich eine jugendliche Romanze handelte, wohl unbeantwortet bleiben. Beethoven kannte die junge Comtesse ab 1786, als sie zwölf und er fünfzehn war, bis zu deren Heirat 1792. Er selbst spricht sie in seinem Brief als „ma très chere amie“ (zu dt. meine sehr liebe Freundin) an, was eher für eine innige Freundschaft denn für echte Liebe spricht. Sein Jugendfreund Franz Gerhard Wegeler schrieb dagegen einige Jahre später über Beethovens erste Liebe von einem Fräulein v. W. – wobei er es im Ungewissen belässt, welche Person er damit meinte:

„Darauf folgte die liebevollste Zuneigung zu einer schönen und artigen Fräulein v. W., von welcher Werther-Liebe Bernhard Romberg mir vor drei Jahren noch Anecdoten erzählte. Diese Liebschaften fielen jedoch in das Uebergangs-Alter und hinterließen eben so wenig tiefe Eindrücke, als sie deren bei den Schönen erweckt hatten.“

Dass Bernhard Romberg davon berichtet, ist nicht erstaunlich, denn schließlich liegt der Romberger Hof, das Domizil der musikliebenden Familie Romberg unmittelbar neben dem Westerholtschen Hof in Münster, auf dem Gelände des heutigen Theaters Münster, wo Beethoven sich im Sommer 1790 mit der Familie Westerholt aufgehalten hat. Auch erinnert Wegeler selbst Beethoven fast 30 Jahre später in einem Brief an seine Jugendjahre und stellt die Westerholt der Johanna von Honrath gleich:

„Kblz [Koblenz] 1/2 1827 Mein Lieber alter Freund, Aus einer Zusendung einiger Musikalien von Schott in Meinz ist uns die freudige Ueberzeugung geworden, daß du dich in freundschaftlicher Güte erinnerst. Dein hartnäckiges Stillschweigen auf meine letzte[n] Briefe ließ mich beinahe das Gegenteil fürchten. Nun sage ich mir: du hast keinen fleißigen Correspondenten haben wollen. Und doch würde dich keiner so in deine Jugendjahre zurückgeführt, dich an hundert lustiger und trauriger Gestalten haben erinnern können, als ich, besonders da meine Frau meinem Gedächniß durch Erzählungen von Fräul Westerhold, Jeannette Hohnrath, und wie die et ceteras alle geheißen haben, treu nachhilft.“

## Ostbevern
Am 24. April 1792 heiratete Anna in Telgte den Freiherrn Friedrich Clemens von Elverfeldt zu Dahlhausen und Steinhausen, dem sie im Verlauf der Ehe vier Söhne und eine Tochter schenkte: Carl, Friedrich, Max, Wilhelm und Wilhelmina. Sie blieb bis zu ihrem Tod auf Schloss Loburg in Ostbevern und wurde in der nach ihr benannten Anna-Kapelle an der Seite ihres Ehemannes bestattet. Ein Gemälde von ihr im Kreis ihrer Familie, das von Johann Christoph Rincklake gefertigt wurde, ist noch heute im Besitz der Familie von Beverförde in Ostbevern.